# 北京特大桥
北京特大桥是一座全长48.153公里的铁路高架桥，是京沪高速铁路的一部分，位于中国北京和河北，自北京南四环起至河北廊坊站。此桥于2010年竣工，2011年通车。目前是世界第五长桥梁。